# Guillem II Talvas
Guillem II Talvas (vers 995 - castell de Domfront, 1052), senyor de Bellême i d'Alençon i probablement el primer a emprar el títol de comte d'Alençon. Era el fill de Guillem I de Bellême i de Matilde de Condé-sur-Noireau. El nom de « Talvas » derivaria sigui de talevas, un gran escut amb puntes als dos costats, o sigui de talevassier, un guerrer dedicat al pillatge, devastador, vivint de rapinyes

## Biografia
Guillem II Talvas va assolir el govern de Bellême i Alençon després de l'assassinat del seu germà Robert I de Bellême per part de Gauthier de Sordains, quan estava empresonat i com a venjança per la mort del seu pare que Robert havia fet penjar. Guillem tenia reputació d'home cruel, poc pietós i tirànic i es diu que no tenia d'humà més que la cara: « pitjor que els seus germans en tot, la seva crueltat s'ha transmès fins a aquest dia entre els seus descendents », «ós en crueltat però tímid com una llebre ». El cronista de l'època Guillem de Jumièges diu que Guillem Talvas estava descontent de la seva primera esposa, i la va fer estrangular per dos bandolers en el camí de l'església en presència de tot el poble; es va casar llavors amb Haberga de Beaumont, filla de Raúl V de Beaumont, vescomte del Maine. Sense consumar el seu matrimoni i tenint convidat a Guillem Giroie, senyor de Montreuil-l'Argillé, de Échauffour i de Saint-Céneri amb el qual tenia grans obligacions per l'haver-lo ajudat (a ell i abans al seu germà i al seu pare) en diverses circumstàncies, el va rebre i el va tractar amb cordialitat diversos dies abans de l'enllaç, fins que el va fer arrestar en secret el dia de les noces. Abans de marxar a una cacera, uns dies després, va donar l'ordre de treure-li els ulls, tallar-li el nas i les orelles i castrar-lo davant el poble d'Alençon que havia estar reunit per l'ocasió. Indignats per aquest acte, els germans de Guilleme Giroie, Raúl dit el Mal Coronat, Robert, i els seus aliats es van venjar destrossant, saquejant i incendiant les seves terres i a continuació van assetjar el seu castell i el van desafiar a sortir i batre's en combat singular.
És el seu propi fill, Arnald de Bellême (el seu nom apareix segons les fonts també com Arnold o Arnulf) el va enderrocar i el va enviar a l'exili, vers 1047 o 1048, apoderant-se de totes les riqueses i de les terres del seu pare. El fill, que també fou considerat un cruel tirà, fou assassinat segons Guillem de Jumièges vers 1048 a Sant-Bômer-els-Forgis, per un sicari del seu propi pare amb la possible complicitat del seu germà Olivier de Mesle.
La continuació dels esdeveniments és poc clara. Segons l'Enciclopèdia Hispano-Americana, volum 4, pàg 520, el successor fou el seu oncle Ives II de Bellême, bisbe de Sées, que en tot cas era vassall del duc de Normandia que devia tenir gran influència i autoritat. Sembla que Guillem II, que estava exiliat al comtat de Senlis, va demanar ajut al comte d'Anjou per recuperar els seus dominis: Alençon i Domfront es van amotinar llavors contra els normands i el duc de Normandia, Guillem el Bastard va emprendre una campanya militar per combatre els rebels i prendre el control de Bellême i dependències; l'ofensiva militar ser un èxit. Segons Orderic Vital, després d'uns anys d'exili a Senlis, la família Montgommery havia acabat per recollir a Talvas i la seva filla Mabil·la (o Mabila) a canvi que Talvas va donar la mà d'aquesta a Roger II de Montgommery, vescomte d'Hiémois, però diversos historiadors pensen que més aviat aquest matrimoni va ser imposat a Talvas per Guillaume el Bastard amb la finalitat que els honors dels Bellême entressin en l'òrbita del ducat, ja que Roger (II) de Montgommery era un fidel molt pròxim del duc i familiarment un cosí llunyà.

## Família i descendència
Es va casar primer amb Hildeburga, amb la que va tenir a:
- Arnald, Arnulf o Arnol, senyor de Bellême i comte d'Alençon
- Mabila (Mabilla o Mabil·la) de Bellême, anomenada l'Enverinadora, casada amb Roger II de Montgomery, comte de Shrewsbury (1074) i vescomte d'Hiémois.
- Olivier de Mesle, que sent sospitos de l'homicidi del seu germà Arnald, es va fer frare a l'abadia de Notre-Dame du Bec.

En segones noces es va casar amb Haberga de Beaumont, filla de Raúl V de Beaumont, vescomte del Maine, de la que no va tenir fills.